# Rushville (Nova York)
Rushville és una població dels Estats Units a l'estat de Nova York. Segons el cens del 2000 tenia 621 habitants.

## Demografia
Segons el cens del 2000, Rushville tenia 621 habitants, 224 habitatges, i 155 famílies. La densitat de població era de 374,6 habitants per km².
Dels 224 habitatges en un 38,8% hi vivien nens de menys de 18 anys, en un 52,7% hi vivien parelles casades, en un 11,2% dones solteres, i en un 30,4% no eren unitats familiars. En el 24,1% dels habitatges hi vivien persones soles el 16,5% de les quals corresponia a persones de 65 anys o més que vivien soles. El nombre mitjà de persones vivint en cada habitatge era de 2,62 i el nombre mitjà de persones que vivien en cada família era de 3,14.
Per edats la població es repartia de la següent manera: un 28,2% tenia menys de 18 anys, un 6,9% entre 18 i 24, un 28% entre 25 i 44, un 24,6% de 45 a 60 i un 12,2% 65 anys o més.
L'edat mediana era de 37 anys. Per cada 100 dones de 18 o més anys hi havia 80,6 homes.
La renda mediana per habitatge era de 35.625 $ i la renda mediana per família de 43.047 $. Els homes tenien una renda mediana de 32.857 $ mentre que les dones 22.708 $. La renda per capita de la població era de 16.848 $. Entorn del 8,9% de les famílies i el 9,6% de la població estaven per davall del llindar de pobresa.